# 2009년 시카고 영화 비평가 협회상
제22회 시카고 비평가 협회상은 2009년 12월 21일에 열린 시상식이다.

## 수상 및 후보

### 작품상
- 허트 로커
- 바스터즈: 거친 녀석들
- 시리어스 맨
- 인 디 에어
- 괴물들이 사는 나라
- 아바타 - 제임스 호너

### 감독상
- 허트 로커 - 캐서린 비글로우 수상
- 시리어스 맨 - 조엘 코엔 외1명
- 괴물들이 사는 나라 - 스파이크 존즈
- 인 디 에어 - 제이슨 라이트맨
- 바스터즈: 거친 녀석들 - 쿠엔틴 타란티노

### 남우주연상
- 허트 로커 - 제레미 레너 수상
- 크레이지 하트 - 제프 브리지스
- 인 디 에어 - 조지 클루니
- 인포먼트 - 맷 데이먼
- 시리어스 맨 - 마이클 스털버그

### 여우주연상
- 언 애듀케이션 - 캐리 멀리건 수상
- 브라이트 스타 - 애비 코니쉬
- 어웨이 위 고 - 마야 루돌프
- 프레셔스 - Gabourey Sidibe
- 줄리 & 줄리아 - 메릴 스트립

### 남우조연상
- 바스터즈: 거친 녀석들 - 크리스토프 왈츠 수상
- 인 더 루프 - 피터 카팔디
- 메신저 - 우디 해럴슨
- 나와 오손 웰스 - 크리스티안 맥케이
- 러블리 본즈 - 스탠리 투치

### 여우조연상
- 프레셔스 - 모니크 수상
- 인 디 에어 - 베라 파미가
- 인 디 에어 - 안나 켄드릭
- 싱글 맨 - 줄리안 무어
- 브라더스 - 나탈리 포트만

### 각본상
- 허트 로커 - Mark Boal 수상
- 어웨이 위 고 - 데이브 에거스 외1명
- 바스터즈: 거친 녀석들 - 쿠엔틴 타란티노
- 시리어스 맨 - 조엘 코엔 외1명
- 업 - 밥 피터슨

### 각색상
- 인 디 에어 - 제이슨 라이트맨 수상
- 언 애듀케이션 - 닉 혼비
- 인 더 루프 - 아만도 이아누치 외3명
- 인포먼트 - 스콧 Z. 번스
- 괴물들이 사는 나라 - 스파이크 존즈 외1명

### 외국어영화상
- 하얀 리본
- 브로큰 임브레이스
- 적벽대전 2부 - 최후의 결전
- 신 놈브레
- 여름의 조각들

### 다큐멘터리상
- 앤빌의 헤비메탈 스토리
- 자본주의: 러브 스토리
- 더 코브: 슬픈 돌고래의 진실
- 푸드 주식회사
- 타이슨

### 애니메이션상
- 업
- 코렐라인: 비밀의 문
- 판타스틱 Mr. 폭스
- 벼랑 위의 포뇨
- 공주와 개구리

### 촬영상
- 허트 로커 - 베리 애크로이드 수상
- 아바타 - 마우로 피오레
- 브라이트 스타 - 그레이그 프레이저
- 바스터즈: 거친 녀석들 - 로버트 리처드슨
- 괴물들이 사는 나라 - 랜스 아코드

### 음악상
- 업 - 마이클 지아치노 수상
- 판타스틱 Mr. 폭스 - 알렉상드르 데스플라
- 인포먼트 - Marvin Hamlisch
- 괴물들이 사는 나라 - 카터 버웰 외1명

### 유망연출상
- 디스트릭트 9 - 닐 블롬캠프 수상
- 크레이지 하트 - 스콧 쿠퍼
- 신 놈브레 - 캐리 후쿠나가
- 더 문 - 던칸 존스
- 500일의 썸머 - 마크 웹

### 유망연기상
- 언 애듀케이션 - 캐리 멀리건 수상
- 디스트릭트 9 - 샬토 코플리
- 나와 오손 웰스 - 크리스티안 맥케이
- 괴물들이 사는 나라 - 맥스 레코드
- 프레셔스 - Gabourey Sidibe